# Sladeniaceae
Sladeniaceae este o familie de plante cu flori ce conține specii de arbori răspândite în zonele subtropicale și tropicale din Africa de Est (Ficalhoa), Birmania, Yunnan, și Tailanda (Sladenia). 